# Owen Oglethorpe
Owen Oglethorpe KG (1502 – 1559) foi um acadêmico e bispo inglês. Educado no Magdalen College, chegou a presidir o mesmo entre 1536 e 1555. Além disso, seguida pela ascensão ao trono de Maria I, foi escolhido como Deão de Windsor, posição que ocupo até 1557, quando tornou-se Bispo de Carlisle. No ano seguinte, coroou e ungiu Isabel I na Abadia de Westminster.